# 圣玛丽 (上比利牛斯省)
圣玛丽（法語：Sainte-Marie，法語發音：[sɛ̃t maʁi] ⓘ）是法国上比利牛斯省的一个市镇，位于该省东部，属于巴涅尔德比戈尔区。圣玛丽仅有0.28平方公里，是法国面积第六小的市镇。

## 地理
圣玛丽（42°58'22"N, 0°37'17"E）面积0.28 平方千米，位于法国奧克西塔尼大區上比利牛斯省，该省份为法国西南部内陆省份，北至热尔省，西接大西洋比利牛斯省，南与西班牙接壤，东临上加龙省。
与圣玛丽接壤的市镇（或旧市镇、城区）包括：锡拉当、巴日里、萨莱尚、奥尔。

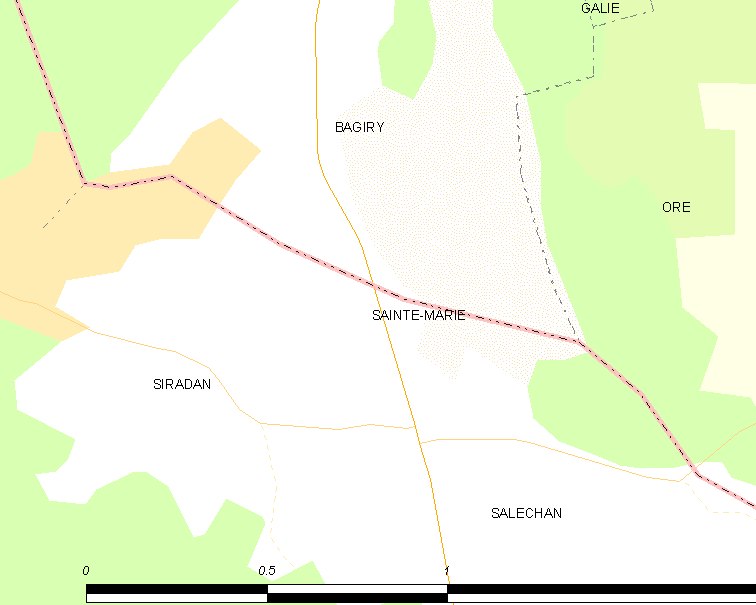
的OSM定位图

圣玛丽的时区为UTC+01:00、UTC+02:00（夏令时）。

## 行政
圣玛丽的邮政编码为65370，INSEE市镇编码为65391。

## 政治
圣玛丽所属的省级选区为巴鲁斯谷县。

## 人口

1962-2008年间人口变化图示

圣玛丽于2022年1月1日时的人口数量为59人。